# PASOK

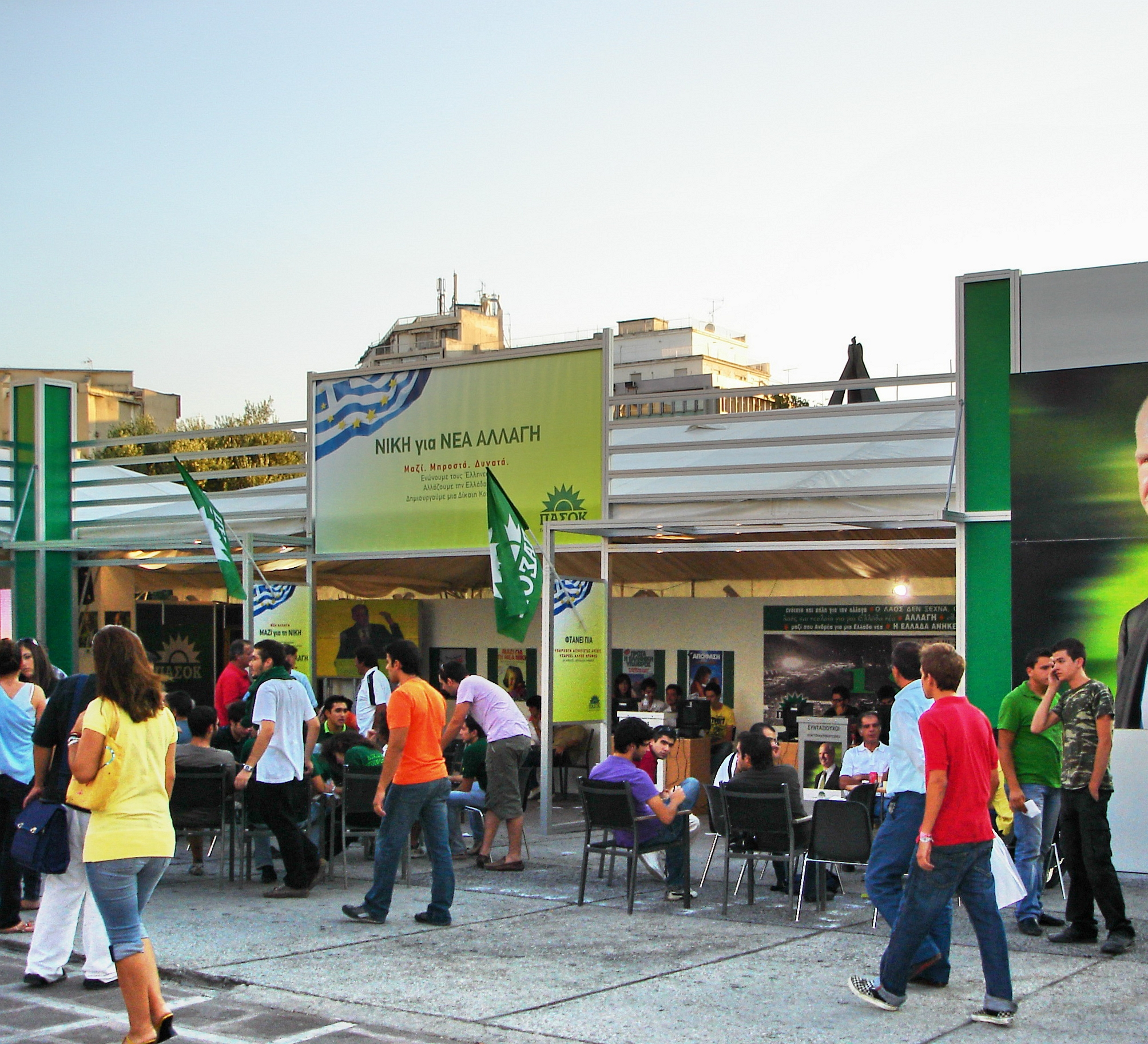
PASOK valkiosk, 2007.

PASOK (av grekiska Πανελλήνιο Σοσιαλιστικό Κίνημα, Panellinio Sosialistiko Kinima, ΠΑΣΟΚ, svenska: Panhellenska socialistiska rörelsen) är ett socialdemokratiskt grekiskt parti. Partiet är medlem av Socialistinternationalen och Progressiva alliansen. PASOK grundades av Andreas Papandreou den 3 september 1974, efter den grekiska militärjuntans fall. Partiets nuvarande partiledare är sedan 12 december 2021 Nikos Androulakis.
I parlamentsvalet i juni 2023 fick partiet 11,84 % av rösterna och erhöll 31 av de 300 platserna i parlamentet.
Partiet var en del av den nationella politiska alliansen, Kinima Allagis (Rörelse för förändring, Grekiska: Κίνημα Αλλαγής), från 2017 till 2022. 